# 射日塔
23°28′53″N 120°28′8.5″E / 23.48139°N 120.469028°E
射日塔 (Chiayi Tower)，位於臺灣嘉義市嘉義公園內，為一座高62公尺的塔式建築，共12層，由國立成功大學建築系教授林憲德與卓建光建築師事務所共同規劃設計，有「嘉義市的新地標」之稱。原址為建於日治時代的嘉義神社，神社本殿於二戰後改為嘉義市忠烈祠，於1994年4月24日受祝融之災全毀。
舊忠烈祠慘遭回祿之後，嘉義市政府原本計畫在嘉義公園內分別重建嘉義市忠烈祠與新建射日塔，然而因當時兩項工程經費預算不足，遂變更設計將兩項工程結合，共用結構體與基礎，成為一體的設計以節省經費，並增添工程之規模。嘉義市政府以公共造產方式委由民間經營，先前由雲嘉廣播成立的射日塔管理中心負責營運。

## 射日傳說
嘉義公園位於嘉義市「山仔頂」地區，射日塔塔址為當年台灣原住民平埔族的祭壇。「射日塔」塔名，即來自平埔族的射日神話：
| “ | 相傳在太古之時，天空中有兩個太陽輪流出現，世界沒有晝夜之分，其中一個太陽比現在的還要大很多。因此天氣非常酷熱，花草樹木因此枯死，河水的水因而乾凅，農作物無法生長，人民的生活非常困苦。 於是族裡的人們決定，除非將一個太陽射下來，否則他們的子孫恐怕不能安居樂業，種族也將因此而走向絕滅。這個時候，有三位勇士自願接下射日的任務。於是族裡的人們開始忙著為他們準備攜帶乾糧用品。因為到太陽的路非常遙遠，所以他們三個人各揹了一位嬰孩，帶著族人的祝福，踏上射日的旅途。一路上，他們將在路上吃過的桔子種在地上，想讓它發芽，做為回程時的糧食。 日復一日，當初出發的三位勇士都已不再強壯，早已變成白髮斑斑的衰弱的老人；而當時的嬰孩們都長大了。三位勇士相繼死去；而成長的嬰兒繼承當初的任務與使命，繼續前進。 有一天，三位勇士終於到達了太陽之處，於是拉弓急射。太陽被射中後，流出一堆滾熱的血，死了。其中一人被血從頭淋下來，結束了生命；其他二位雖然都被灼傷，但仍然逃生了。走回家的路上，他們看見從前勇士們種下的桔子，已經長得很高大，而且樹上結滿了果實。 回到村子時，他們二人已經變成白髮斑斑的老人了。但是從那個時候開始，天上再也沒有兩個太陽，而有晝夜之分。我們現在在夜裡看到的月亮，便是那時被射死的太陽的屍體。 | ” |

## 建築

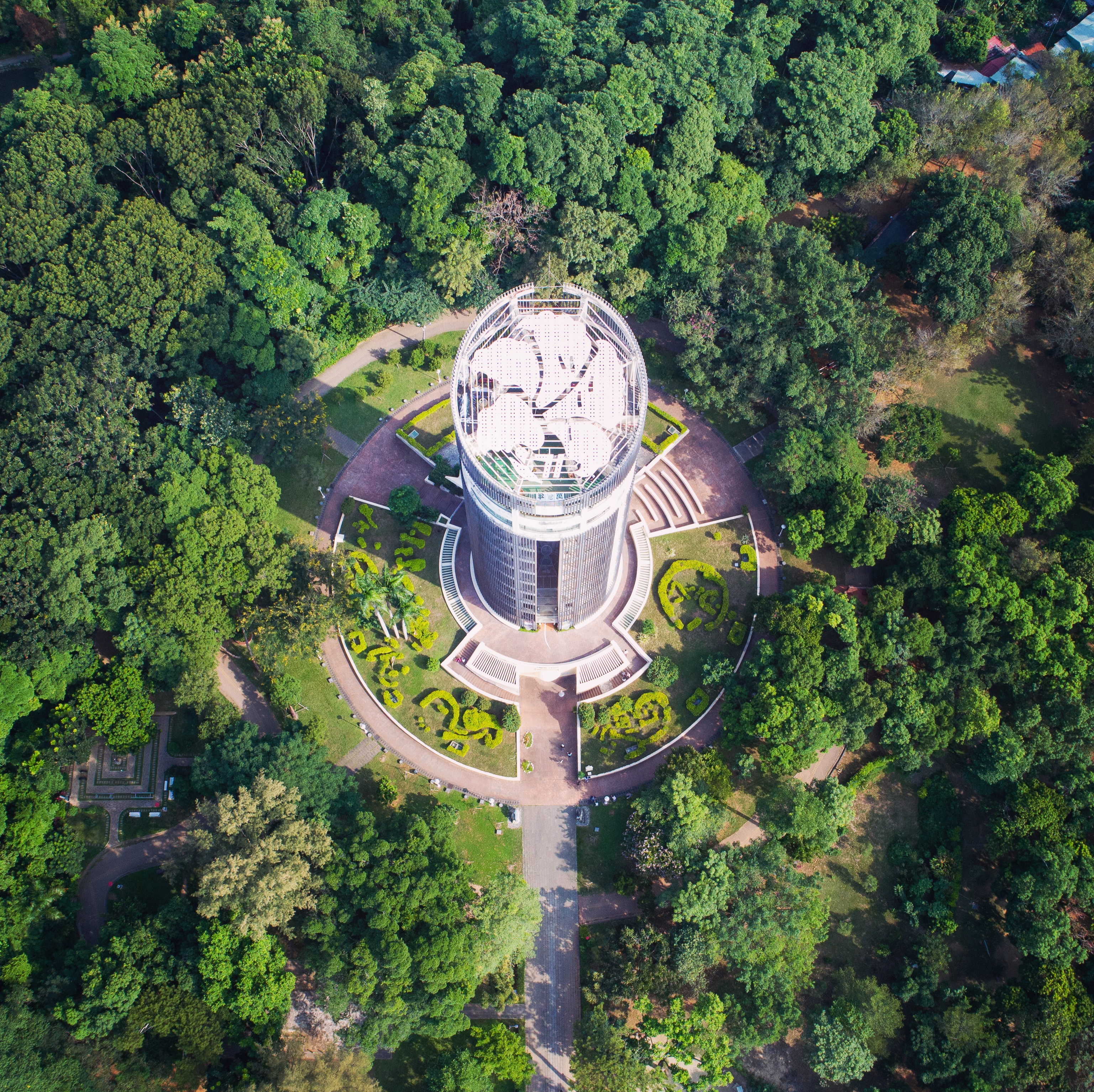
空中俯瞰嘉義射日塔

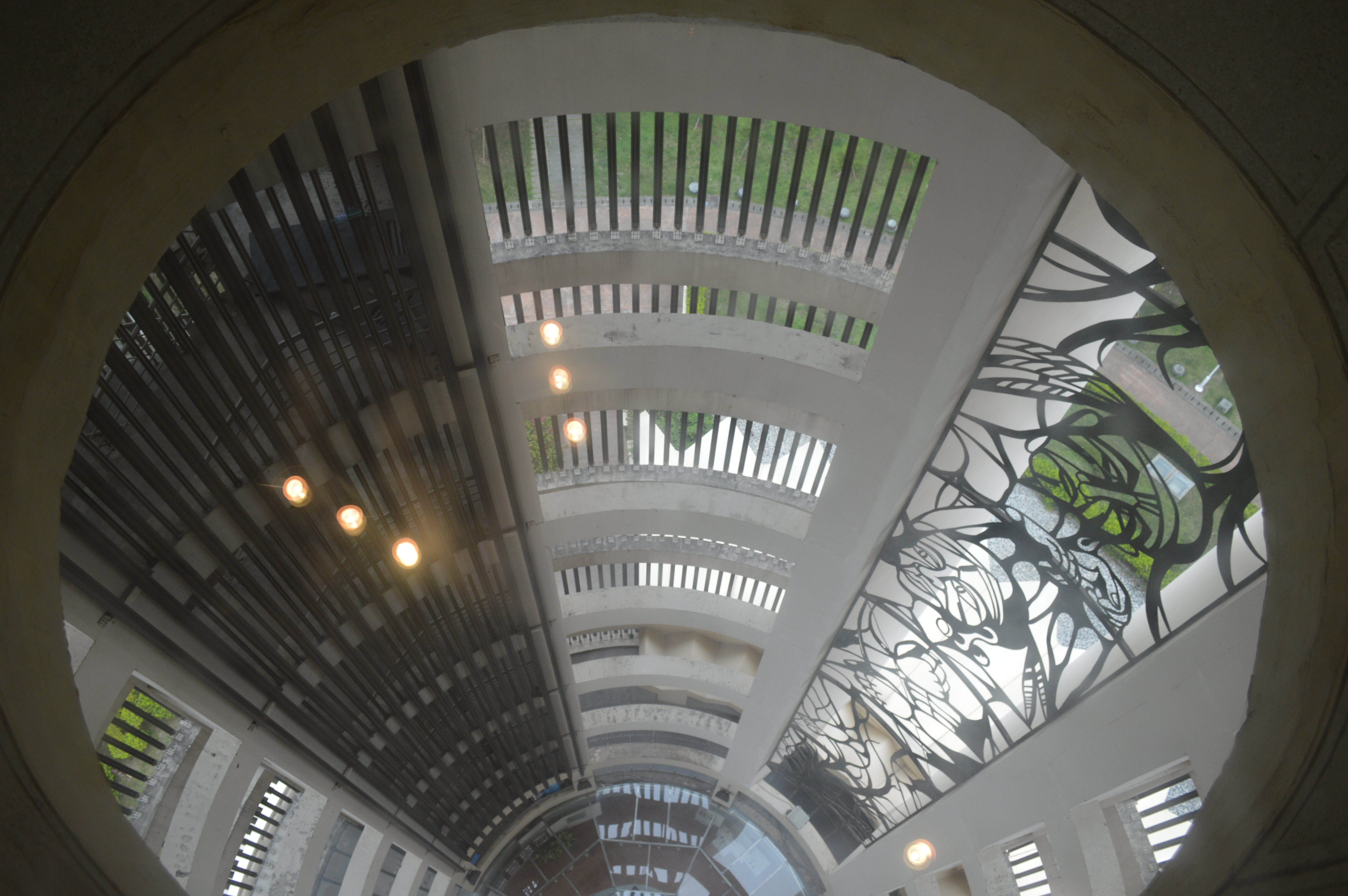
從11樓畫廊俯瞰嘉義市射日塔

射日塔的建築造型構想來自阿里山神木，塔身褐色的鋁條所形成的紋理與神木的外皮相似，塔的中間留有高40公尺的「一線天」，造形彷彿是劈開的神木。
「一線天」內，有一幅高24公尺，寬3公尺，厚度6毫米，仿剪紙藝術造型的青銅雕刻，內容正描繪的即是「射日傳說」，勇士們與嬰孩的使命傳承，象徵人類繼往開來的傳承精神，具有振奮人心的社教意義。
塔的基座為改建後的忠烈祠，奉祀陳茂根、高震、唐隆剛、文濟時、王銳祺、羅福旋、王金和、殷延珊、王仲春、陳秉銳、陳伯謙、林武雄、李寶萍、甘有垣、劉淦屏、黃連發、周國聖、陳俊宏等18位為國捐軀將士以及侯仁澤、蔡瑞雄、王嘉治等3位因公殉職員警。2010年李柏春上尉等74位草嶺潭殉難官兵入祀。2019年9月3日，於臺鐵嘉義車站刺警命案中殉職的鐵路警察李承翰入祀。2020年9月3日，於空軍UH-60M黑鷹直升機墜毀事故中殉職的正駕駛葉建儀、機工長許鴻彬入祀。忠烈祠以現代美術館方式設計，內部空間寬敞明亮，有別於傳統中國式的忠烈祠建築。

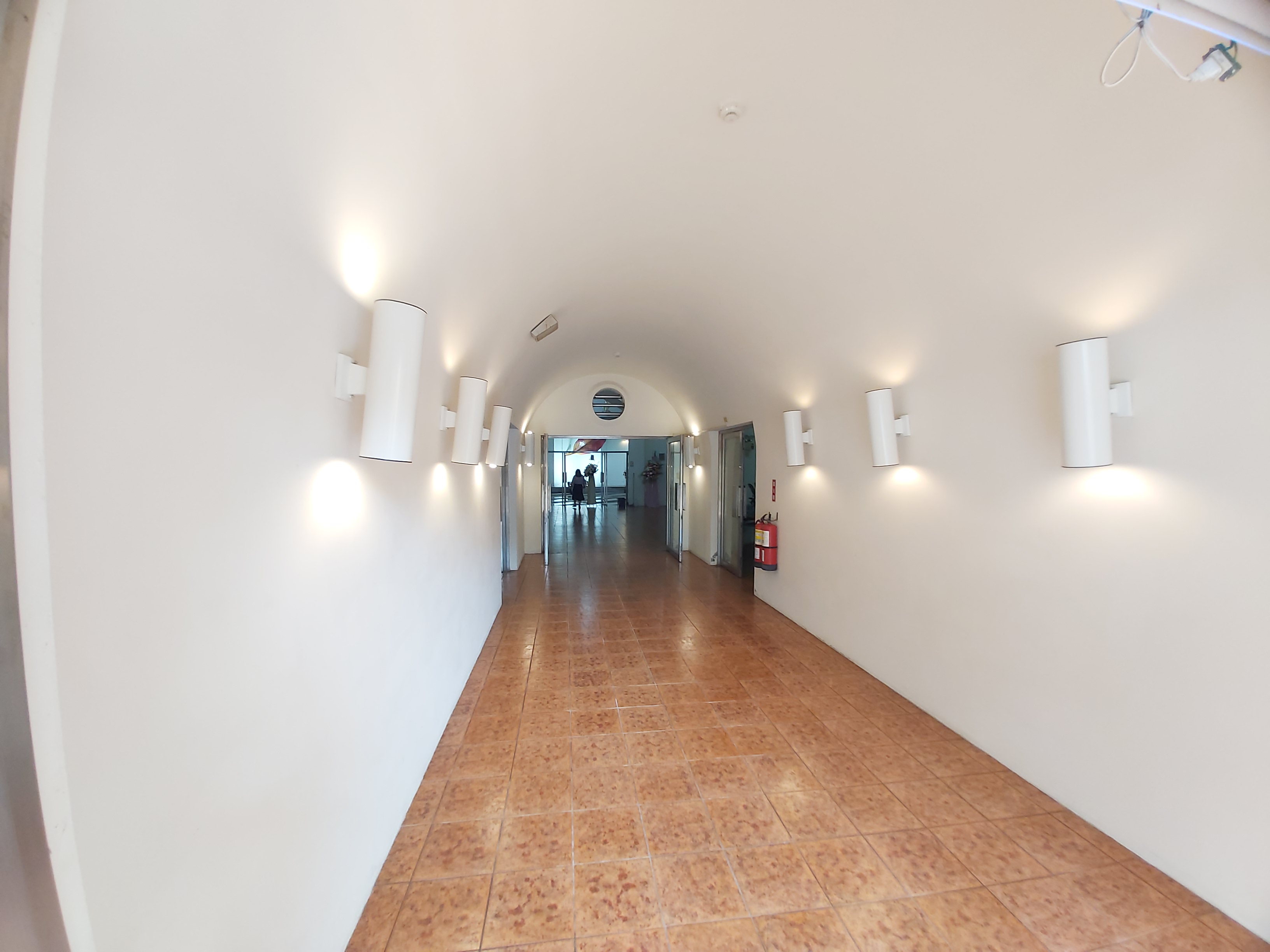
嘉義市忠烈祠入口通道
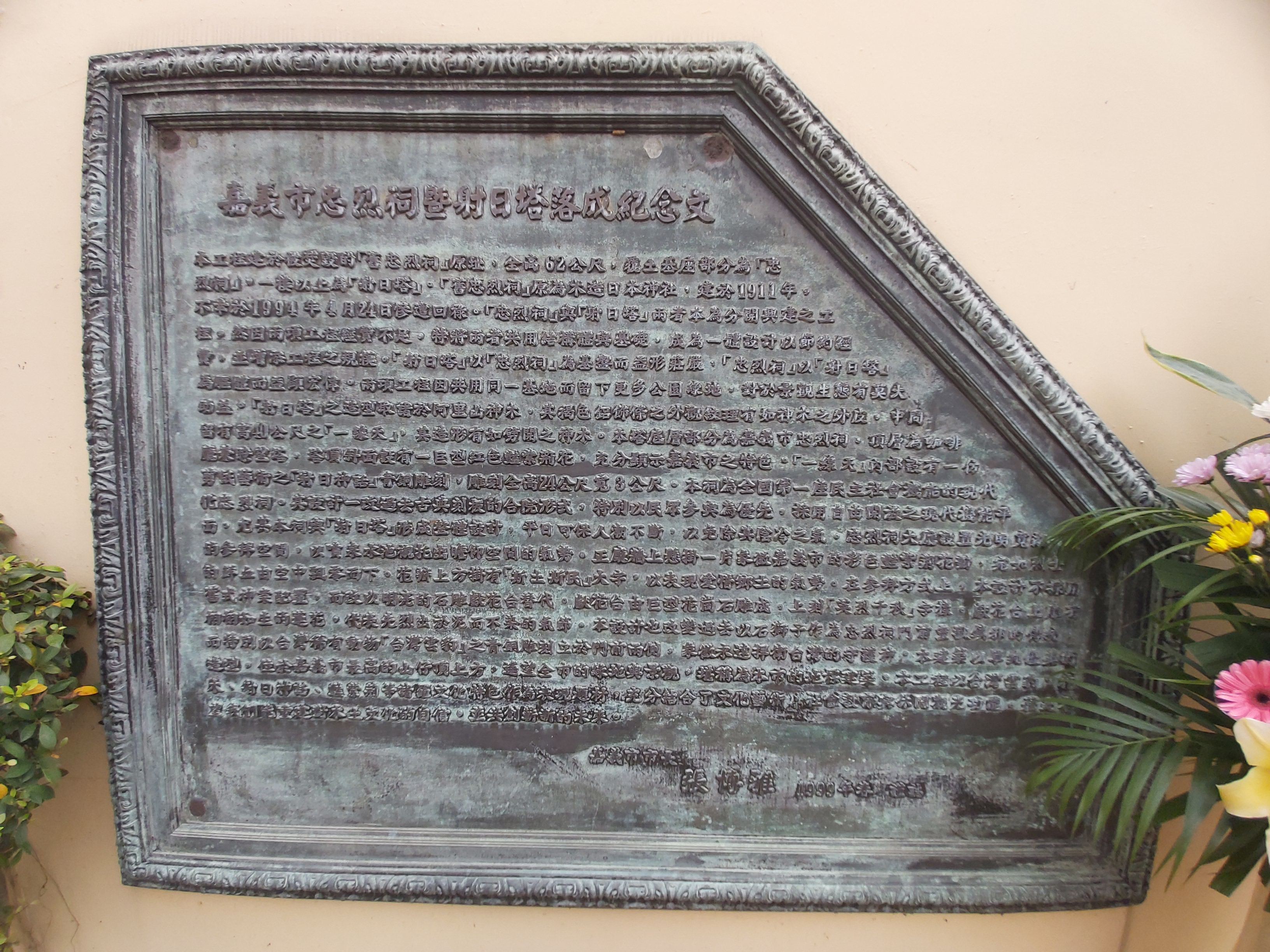
嘉義市忠烈祠暨射日塔落成紀念文

塔的入口處有一對臺灣雲豹的銅雕，由雕塑家鍾邦迪先生的創作，象徵臺灣守護神，臺灣雲豹是屬於臺灣特有亞種的貓科動物，也是臺灣島上最大型的野生動物之一，棲息於中低海拔闊葉林間的大型貓科動物，在土地被大量開發之後，臺灣雲豹被迫遷往高山，最後的棲息地是玉山和大武山。臺灣原住民之一支的魯凱族好茶部落，認為他們的祖先就是從臺灣雲豹變來的。
二樓以上為射日塔主結構，大廳地版上有原住民祖靈百步蛇的馬賽克鑲嵌畫，三至九樓為為「一線天」主結構，第十、十一樓為三百六十度的眺望廳（可由二樓的電梯直達），可眺望嘉義市、阿里山、玉山……諸羅山河美景可盡收眼底。
塔頂斜面鑲嵌著嘉義市的市花—豔紫荊，豔紫荊能夠越冬而不不淍謝，花期自冬季至春季，當喬木類花卉普遍在冬天凋零時，豔紫荊仍能盛裝迎人，象徵市民的熱情、市政建設的繁榮及工商業的發達。

## 文獻引用
1. ↑  蕭碧月, 張朝福. . 台灣好新聞. 2018-09-03.
2. ↑  嘉義市政府民政處. . 嘉義市政府民政處. 2019-11-06  [2024-03-28]. （原始内容存档于2022-07-02）.
3. ↑  王榮祥. . 自由時報. 2019-09-02.
4. ↑  廖素慧. . 中國時報. 2020-09-03  [2024-03-28]. （原始内容存档于2024-03-28）.

## 外部連結
- 嘉義市忠烈祠-國防部後備指揮部 （页面存档备份，存于）
- 嘉義射日塔的Facebook專頁